# Tjæreby Sogn (Slagelse Kommune)
Tjæreby Sogn 
ist eine Kirchspielsgemeinde (dän.: Sogn)
auf der Insel Sjælland in Dänemark.
Bis 1970 gehörte sie zur Harde Vester Flakkebjerg Herred im damaligen Sorø Amt, danach zur Skælskør Kommune im Vestsjællands Amt, die im Zuge der  Kommunalreform zum 1. Januar 2007 in der Slagelse Kommune in der Region Sjælland aufgegangen ist.
Im Kirchspiel leben 708 Einwohner (Stand: 1. Januar 2023).

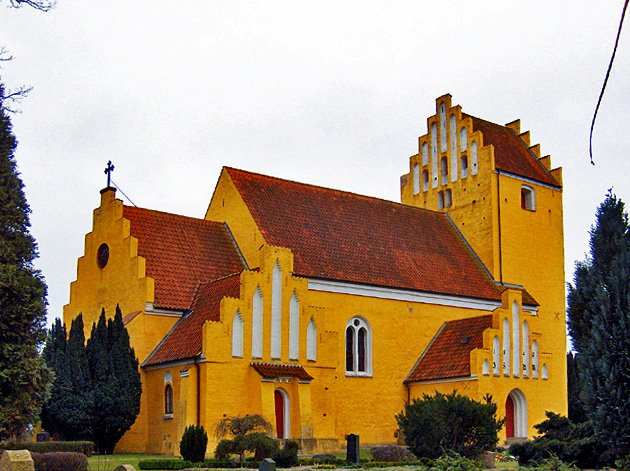
Tjæreby kirke

Im Kirchspiel liegt die Kirche „Tjæreby Kirke“.
Nachbargemeinden sind im Westen Magleby Sogn, im Norden Eggeslevmagle Sogn, im Nordosten Høve Sogn und im Osten Sønder Bjerge Sogn und Ørslev Sogn.